# Opera Krakowskiego Towarzystwa Operowego
Opera Krakowskiego Towarzystwa Operowego – opera funkcjonująca w latach 1915-1923 w Krakowie, wystawiająca swoje spektakle na scenie Teatru im. Juliusza Słowackiego w Krakowie, a od 1921 r. głównie w budynku przy ul. Rajskiej.
W 1867 r. Opera Krakowska przerwała swoją działalność; dopiero 48 lat później, w 1915 r., Krakowskie Towarzystwo Operowe (zorganizowane przez grupę miłośników opery z Bolesławem Wallkiem-Walewskim na czele) reaktywowało działalność krakowskiej sceny operowej. Powstała w ten sposób Opera Krakowskiego Towarzystwa Operowego wystawiła swoje pierwsze przedstawienie w styczniu 1915 r. – były to fragmenty Legendy Wallka-Walewskiego i Królewicza Jaszczura Bolesława Raczyńskiego. Opera korzystała ze sceny Teatru im. Juliusza Słowackiego, użyczanej jej w okresie letnim; do końca 1918 r. wystawiła 155 spektakli operowych (nie licząc operetkowych), m.in. Halkę, Krakowiaków i górali, Janka, Straszny dwór, Carmen, Madame Butterfly, Trubadura. Do zespołu w 1919 r. należeli m.in. Wanda Henrichówna, Wanda Jastrzębska, Ludwika Jaworzyńska, Zofia Skibińska-Tarnawska, Józef Stępniowski, Adam Mazanek.
Pod koniec 1919 r. planowano budowę stałej siedziby dla Opery, jednak mimo powstania specjalnego komitetu, złożonego m.in. z prezydenta i wiceprezydentów miasta, zamiar ten nie został zrealizowany. Sytuacja finansowa Opery stawała się jednak coraz trudniejsza, a w 1921 r. letniego sezonu operowego w Teatrze Słowackiego w ogóle nie zorganizowano. W tym samym roku gmina miejska zamknęła scenę operetkową, działającą w Teatrze Powszechnym przy ul. Rajskiej. W budynku tym – dawnej austriackiej ujeżdżalni – ulokowano nowo utworzoną scenę (pod nazwą Teatr Miejski: Opera i Operetka). Choć warunki pracy przy ul. Rajskiej były mało komfortowe, to jednak zyskano możliwość wystawiania spektakli również w sezonie jesienno-zimowy. Krakowskie Towarzystwo Operowe wspierało tę inicjatywę i zobowiązało się utworzyć zespół teatralny. Dyrektorem Opery został Wallek-Walewski, Operetki Stanisław A. Poleński, a administracji Eugeniusz Bujański. W 1922 r. dano 185 spektakli operowych (z czego 35 w sezonie letnim na scenie Teatru Słowackiego) i 228 operetkowych. Do zespołu dołączyli m.in. Elżbieta Jefimcewa, Hanna Dziewińska, Konstanty Kniaginin, Adam Mazurek. W tym samym roku Krakowskie Towarzystwo Operowe – ciągle w dużej mierze odpowiedzialne za działalność Opery – zyskało nowego prezesa: Mariana Dąbrowskiego, redaktora naczelnego „Ilustrowanego Kuriera Codziennego” i właściciela Teatru Bagatela. Chciał on przejąć budynek Teatru Słowackiego, co wraz z następstwami tych działań doprowadziło do braku zgody na zorganizowanie letniego sezonu na scenie Słowackiego. Pogarszająca się sytuacja finansowa, inflacja, strajk zespołu i brak subwencji doprowadziły do likwidacji Opery pod koniec 1923 r. Ostatnie przedstawienie, Don Juana, wystawiono 6 grudnia.
Własna operę Kraków odzyskał w 1931 r., a w międzyczasie w mieście gościnnie występowały zespoły operowe ze Lwowa, Warszawy czy Katowic.